# Infernal
Infernal (en ocasiones estilizada como Infërnal) es un grupo de música dance y pop danés formado en Copenhague por Lina Rafn y Paw Lagermann. En 1997 debutó con su primera maqueta: Sorti de L'enfer. La primera década de los 2000 fueron los más destacados en la trayectoria del grupo a nivel internacional dándose a conocer con su sencillo de 2005 From Paris to Berlin.
A lo largo de su carrera musical, el dúo ha publicado cuatro álbumes de estudios siendo Infernal Affairs su primer trabajo y con el que consiguieron Doble Disco de Platino en el mercado musical danés. No obstante, su mayor hit vino en 2004 con From Paris to Berlin y Electric Cabaret en 2008 con el que obtuvieron Doble Platino y Platino respectivamente.
En 2012 publicaron el sencillo: Stolt af mig selv? bajo el nombre de "Paw&Lina".

## Historia

### (1997-03) Inicios y primeros éxitos
La banda dio sus primeros pasos como trío: Lina, Paw y Søren Haahr. Este último abandonaría el grupo en el 2000. En un principio eran conocidos por su estilo musical poco convencional al igual que por sus mezclas en cuanto a géneros musicales se refiere. En aquel entonces fueron percusores del subgénero dance "club sound" orientado al estilo pop, en alza en aquel entonces en los charts. Un ejemplo es la versión que hicieron del tema popular ruso Kalinka.
De 1998 a 2004 habían publicado cuatro álbumes, de los cuales tres eran de estudio y uno: remix/recopilatorio en directo. Cada cual ocupó el Top 10 de Dinamarca.

### (2004-07) Mercado internacional
En 2004 produjeron From Paris to Berlin con el que se dieron a conocer en el resto del continente europeo. El sencillo homónimo fue la primera canción interpretada por artistas daneses en ser nominada en los Premios Nórdicos de Música en 2005. El sencillo también obtuvo protagonismo durante la celebración del Mundial de Fútbol de Alemania '06 puesto que fue versionada para el mercado británico bajo el título From London to Berlin para apoyar al combinado inglés. El tema tuvo gran acogida en Inglaterra hasta la eliminación de estos en cuartos, no obstante alcanzó la segunda posición del chart británico ocupando el Top 5 durante siete semanas.
Más adelante publicarían Self Control, el cual fue decimoctavo en Reino Unido y decimocuarto en Irlanda. En España no llegó a publicarse debido a la similitud con la versión de la cantante española Soraya Arnelas, en su lugar lanzaron Ten Miles, tema líder del chart español en el mes de noviembre de 2006. I Won't Be Crying fue el tercero, pero no tuvo la misma acogida que los dos primeros a pesar de los tres millones de visitas en YouTube. El 28 de mayo de 2007 grabaron una reedición del From Paris to Berlin para los mercados europeo y asiaticos con el resultado de más de un millón de ventas.
Más adelante grabarían Ten Miles, el cual fue un hit en el continente.
En cuanto al mercado norteamericano, el grupo sigue siendo un "desconocido" en el que buscan darse a conocer con un álbum disponible en iTunes para Estados Unidos y Canadá.

### (2008-10) Electric Cabaret y Fall from Grace
En febrero de 2008 anunciaron la salida del álbum: Electric Cabaret para el 11 de agosto de 2008. Como promoción del mismo interpretaron el sencillo Downtown Boys en la gala nacional Bogie Prisen. Dicha canción alcanzó el segundo puesto del listado de singles de Dinamarca superando las reproducciones de Self Control y I Won't Be Crying, y el primero en el Danish Airplay Chart durante cuatro semanas. En cuanto al álbum, fue su primer trabajo producido en formato digital permitiendo a sus fanes descargarse las pistas de manera legal desde su web.
El 26 de junio de 2009, Rafn anunció que estaban trabajando en su quinto álbum para 2010. Según sus comentarios, el álbum iba a ser en general "más cañero". Lagermann afirmó haber compuesto tres temas junto con Thomas Troelsen, con quien había colaborado con anterioridad en el sencillo del anterior álbum con Dead or Alive. El mismo proyecto incluye material adicional y pistas instrumentales.
El 10 de julio de 2010 publicarían Fall from Grace en su propia página web.
El 15 de septiembre del mismo año lanzaron su segundo sencillo del álbum: Alone Together en plataformas digitales. La pieza adquirió 1.850 descargas en las dos primeras semanas solo en Dinamarca.

## Discografía
- Infernal Affairs (1998)
- Waiting for Daylight (2000)
- From Paris to Berlin (2004)
- Electric Cabaret (2008)
- Fall from Grace (2010)